# اشکل‌گربه
اشکل گربه یکی از فنون کشتی آزاد است. این فن در خاک اجرا می‌شود و در کشتی امروزی جهان زیاد مرسوم نیست. برای اجرای این فن عمدتاً وقتی کشتی گیران راه را برای زدن بارانداز روی حریف مسدود می‌بینند، یک دست را از بین ۲ پای حریف و دست دیگر را از کنار کمر و در حالی که یک دست را در اختیار دارند، به هم قفل می‌نمایند و با یک چرخش حریف را در حالت پُل قرار می‌دهند. اگر این فن به درستی اجرا گردد، حتی کشتی‌گیر می‌تواند حریف خود را ضربه فنی کند.